# Błahiwka
Błahiwka (ukr. Благівка) – wieś na Ukrainie, w obwodzie ługańskim, w faktycznie niefunkcjonującym rejonie roweńkowskim, od 2014 pod kontrolą marionetkowej, uzależnionej od Rosji Ługańskiej Republiki Ludowej. W 2001 liczyła 709 mieszkańców, spośród których 612 wskazało jako ojczysty język ukraiński, 82 rosyjski, a 15 inny.